# Muskingum
La rivière Muskingum est une rivière de l'Ohio aux États-Unis d'Amérique, longue de 179 km, et un affluent de la rivière homonyme l'Ohio, donc un sous-affluent du Mississippi.

## Parcours
La rivière naît du confluent des rivières Walhonding et Tuscarawas et se dirige vers le sud à travers le sud-est de l'Ohio pour se jeter dans la rivière Ohio au niveau de la ville de Marietta.
Outre les deux rivières donnant naissance à la rivière Muskingum, la rivière Licking est le principal affluent de la rivière.

## Histoire
Les premières villes bâties sur les rives de la rivière Muskingum furent Marietta et Zanesville vers la fin du XVIIIe siècle. La rivière devint au XIXe siècle une importante voie de communication et de nombreux barrages et écluses furent construits sur son cours pour faciliter la navigation. Au XXe siècle l'activité de transport fluvial diminua et fut peu à peu remplacée par une activité de plaisance fluviale.

## Débit
Le débit de la rivière Muskingum a été mesuré de façon continu depuis 1921 à McConnelsville dans le comté de Morgan, État de l'Ohio. Le flot de la rivière y est régulé en amont par 17 réservoirs. La rivière y draine une surface de 19 208 km2. Son débit moyen y est de 221 m3/s. On en déduit que la tranche d'eau écoulée annuellement dans son bassin est de 363 mm, valeur un peu inférieure à celle du bassin de l'Ohio. La rivière connaît un maximum de son débit au mois de mars avec un débit mensuel de 437 m3/s et un minimum au mois d'octobre avec un débit mensuel de 74 m3/s. Le débit record est de 7 650 m3/s mesuré le 27 mars 1913.